# Eugeniusz Molga
Eugeniusz Molga (ur. 8 sierpnia 1950 w Radomiu) – polski naukowiec, profesor nauk technicznych, profesor zwyczajny Politechniki Warszawskiej, specjalista w zakresie inżynierii chemicznej i procesowej.

## Życiorys
Absolwent inżynierii chemicznej na Politechnice Warszawskiej (1973). W 1984 roku uzyskał stopień naukowy doktora na PW, habilitował się w 2001. W 2009 otrzymał tytuł profesora nauk technicznych.
Zawodowo związany z Politechniką Warszawską, w 2012 został profesorem zwyczajnym na Wydziale Inżynierii Chemicznej i Procesowej. Od 2012 do 2020 przez 2 kadencje pełnił funkcję dziekana tego Wydziału. Specjalizuje się w zagadnieniach z zakresu inżynierii chemicznej - inżynieria reaktorów chemicznych, bezpieczeństwo reaktorów chemicznych, reaktory kalorymetryczne, procesy zintegrowane (reaktory wielofunkcyjne), procesy produkcji wodoru i gazu syntezowego, zastosowanie sztucznych sieci neuronowych do modelowania reaktorów chemicznych. Staże naukowe na Uniwersytecie Twente (Enschede, Holandia), Joint Research Centre – European Commision (Ispra, Włochy), Uniwersytet Michigan (Ann Arbor, USA). Jest autorem lub współautorem licznych publikacji naukowych, w tym kilku monografii i podręczników akademickich, a także kilku patentów.
Od 2006 roku jest członkiem Komitetu Inżynierii Chemicznej i Procesowej Polskiej Akademii Nauk, w latach 2016–2024 pełnił funkcję przewodniczącego tego Komitetu. Od 2006 jest przedstawicielem Polski w Europejskiej Federacji Inżynierii Chemicznej, Sekcja – Inżynieria Reakcji Chemicznych (European Federation of Chemical Engineering, Working Party – Chemical Reaction Engineering). Powoływany w skład rad naukowych (Wydziału Inżynierii Chemicznej i Procesowej Politechniki Warszawskiej, Instytutu Chemii i Techniki Jądrowej i Instytutu Inżynierii Chemicznej PAN) oraz czasopism naukowych.

## Odznaczenia
- 2003 – Srebrny Krzyż Zasługi
- 2008 – Medal Komisji Edukacji Narodowej
- 2020 – Krzyż Kawalerski Orderu Odrodzenia Polski[4]